# ZARD BEST The Single Collection〜軌跡〜
『ZARD BEST The Single Collection 〜軌跡〜』（ザード・ベスト・ザ・シングル・コレクション・きせき）は、ZARD初のベスト・アルバム。CDコードはJBCJ-1023。

## 概要
オリコン初登場1位または2位のシングルのみを収録した、ZARD初の公式ベストアルバム。シングルコレクションと題されているが、前述のコンセプトから外れている、デビュー作の「Good-bye My Loneliness」や、テレビ初出演時に披露した「眠れない夜を抱いて」などの初期の作品は収録されていない。また、14thシングル「Just believe in love」が収録されているベストアルバムは今作のみである。
ブックレットが2種類存在している。初回盤では、坂井の写真は海外で撮影された2点のみで、それ以外は海の風景写真となっている。それより後の盤では、大半が坂井の写真となっている。

## 初回特典
- 第1次特典の「ZARD ARTIST FILE」（推定200万部）では亀山千広（フジテレビプロデューサー）、岩井俊二（映画監督）、長嶋茂雄（読売ジャイアンツ監督）、春畑道哉（TUBE）、大黒摩季など、ZARDに関わった事のある著名人がコメントを寄せている。更に「坂井泉水」の直筆サイン入りが100冊存在しており、そのサイン記入の様子は当時は「NO.」で放送されており、「ZARD MUSIC VIDEO COLLECTION 〜25th ANNIVERSARY〜」の5枚目の特典ディスクに収録されている。
- 第2次特典はVIDEO「showreel」3種類のうち1種類が選べた。1コーラスのPV4曲（3種共に異なる）＋5曲目のミュージックステーション出演時の「負けないで」の歌唱映像[注釈 2]と最後のディスコグラフィーは3種共通。各種類によって、ケースの色も違っている。非売品という条件付きであったが、ZARD初のPV商品化となった。収録内容は以下の通り。(ケース色は「パステルグリーン」「クリーム」「紺」（Music Freak Magazine55号に掲載）
  - 「showreel ver.01」（ケース色はパステルグリーン）
    - 1.愛が見えない　2.Don't you see! 3.Oh my love 4.マイ フレンド

  - 「showreel ver.02」（ケース色はクリーム）
    - 1.Today is another day 2.揺れる想い 3.この愛に泳ぎ疲れても 4.心を開いて

  - 「showreel ver.03」（ケース色は紺）
    - 1.あの微笑みを忘れないで 2.君がいない 3.こんなにそばに居るのに（「forever you」収録のアルバムバージョンを音源として使用） 4.永遠
- 第3次特典は「ZARD SPECIAL ENHANCED CD」と題した、ライブ映像のダイジェストなどが収録された8cmCD形式のCD-ROMが封入された。CD音源としては「永遠 (English Version)」を収録。後に2012年に発売された「ZARD Album Collection 〜20TH ANNIVERSARY〜」のPREMIUM DISKに収録された。「CD-ROM」には当時未公開だった写真、「永遠 (English Version)」のPV、『ミュージックステーション』（テレビ朝日系）出演時の「負けないで (短縮Ver)」も収録された。
- 初の試みとして、主要CDショップに於いて本作の購入先着でもれなくポスターやステッカーなどのZARDグッズが当たる抽選会「1999 ZARD YEAR "負けないDAY」が行なわれた[注釈 3]。

## プロモーション
当時放送されていた『NO.』（テレビ朝日系）では、発売日の30日前から、ZARDのビデオクリップが放送される日に、画面左上に「発表まであと○○日!」と表示するカウントダウンを行い、発売2日前の放送日まで行われた。

## 記録
発売日の1999年5月28日は金曜日であり、オリコンの売上集計に不利な曜日であったが、初登場で130万枚以上を記録し、初の初週ミリオン達成。2週目で200万枚に到達し、その後もロングセラーとなり最終的に300万枚を突破、シングル・アルバムを通じてZARD最大のヒット作品となった。2007年に坂井が逝去した際にも再びランクインした。ちなみに、本作が発売される週にはavexから相川七瀬のベストアルバム『ID』が1999年5月26日に発売される予定であったが、相川の連続1位記録更新の為に発売を1週間早めている（1999年5月19日発売）。また自身の『ZARD BEST 〜Request Memorial〜』は当初の発売予定（1999年9月24日）週にavexがglobeのベストアルバム『CRUISE RECORD 1995-2000』（1999年9月22日発売）をぶつけてきた為、ZARDの連続1位記録更新の為に発売日を1週間早めるという事態となった。
ZARDはこの後に発売されたベストアルバム『ZARD BEST 〜Request Memorial〜』や同年2月発表のオリジナルアルバム『永遠』と合わせて550万枚を超えるセールスを記録し、1999年度のアーティスト年間総合売り上げ3位となった。また、この3作は全て『第14回日本ゴールドディスク大賞』のロック・アルバム・オブ・ザ・イヤーを受賞している。
- 歴代ベストアルバム売り上げ9位（発売当時5位）
- 歴代アルバム売り上げ20位（発売当時10位）

## 収録曲
| 全作詞: 坂井泉水（except #4 作詞：上杉昇・坂井泉水）。 |                                                                   |                                                 |                     |            |      |
| #                                                      | タイトル                                                          | 作詞                                            | 作曲                | 編曲       | 時間 |
| 1.                                                     | 「負けないで」                                                    | 坂井泉水 （except #4 作詞： 上杉昇 ・坂井泉水） | 織田哲郎            | 葉山たけし | 3:44 |
| 2.                                                     | 「君がいない」                                                    | 坂井泉水 （except #4 作詞： 上杉昇 ・坂井泉水） | 栗林誠一郎          | 明石昌夫   | 3:55 |
| 3.                                                     | 「揺れる想い」                                                    | 坂井泉水 （except #4 作詞： 上杉昇 ・坂井泉水） | 織田哲郎            | 明石昌夫   | 4:25 |
| 4.                                                     | 「果てしない夢を」(歌：ZYYG・REV・ZARD＆WANDS featuring 長嶋茂雄) | 坂井泉水 （except #4 作詞： 上杉昇 ・坂井泉水） | 出口雅之            | 明石昌夫   | 4:47 |
| 5.                                                     | 「もう少し あと少し…」                                            | 坂井泉水 （except #4 作詞： 上杉昇 ・坂井泉水） | 栗林誠一郎          | 明石昌夫   | 4:45 |
| 6.                                                     | 「きっと忘れない」                                                | 坂井泉水 （except #4 作詞： 上杉昇 ・坂井泉水） | 織田哲郎            | 明石昌夫   | 4:02 |
| 7.                                                     | 「この愛に泳ぎ疲れても」                                          | 坂井泉水 （except #4 作詞： 上杉昇 ・坂井泉水） | 織田哲郎            | 明石昌夫   | 4:14 |
| 8.                                                     | 「こんなにそばに居るのに」                                        | 坂井泉水 （except #4 作詞： 上杉昇 ・坂井泉水） | 栗林誠一郎          | 明石昌夫   | 5:31 |
| 9.                                                     | 「Just believe in love」                                          | 坂井泉水 （except #4 作詞： 上杉昇 ・坂井泉水） | 春畑道哉（TUBE）    | 葉山たけし | 5:25 |
| 10.                                                    | 「愛が見えない」                                                  | 坂井泉水 （except #4 作詞： 上杉昇 ・坂井泉水） | 小澤正澄（PAMELAH） | 葉山たけし | 4:00 |
| 11.                                                    | 「マイ フレンド」                                                 | 坂井泉水 （except #4 作詞： 上杉昇 ・坂井泉水） | 織田哲郎            | 葉山たけし | 4:19 |
| 12.                                                    | 「心を開いて」                                                    | 坂井泉水 （except #4 作詞： 上杉昇 ・坂井泉水） | 織田哲郎            | 池田大介   | 4:05 |
| 13.                                                    | 「永遠（Intro Piano Version）」                                   | 坂井泉水 （except #4 作詞： 上杉昇 ・坂井泉水） | 徳永暁人            | 徳永暁人   | 3:42 |
| 14.                                                    | 「運命のルーレット廻して（Re-mix Version）」                      | 坂井泉水 （except #4 作詞： 上杉昇 ・坂井泉水） | 栗林誠一郎          | 池田大介   | 5:15 |
| 合計時間:                                              | 合計時間:                                                         | 合計時間:                                       | 合計時間:           | 62:09      |      |

## 楽曲解説
- タイアップについては、ZARD#タイアップ一覧を参照。

1. 負けないで
  - 1993年発売　6thシングル。最高位1位。ZARD最大のヒット曲。
2. 君がいない
  - 1993年発売　7thシングル。最高位2位。
3. 揺れる想い
  - 1993年発売　8thシングル。最高位1位。
4. 果てしない夢を
  - 1993年発売　最高位2位。【ZYYG,REV,ZARD&WANDS featuring 長嶋茂雄】で発売された曲。収録されているのは白ディスク（通常版）バージョン。ZARDのアルバム作品でこのミックスでの収録作品は今作だけである。
5. もう少し あと少し…
  - 1993年発売　9thシングル。最高位2位。
6. きっと忘れない
  - 1993年発売　10thシングル。最高位1位。シングルバージョンはアルバム初収録。
7. この愛に泳ぎ疲れても
  - 1994年発売　11thシングル。最高位1位。
8. こんなにそばに居るのに
  - 1994年発売　12thシングル。最高位1位。シングルバージョンはアルバム初収録。
9. Just believe in love
  - 1995年発売　14thシングル。最高位2位。作曲は「IN MY ARMS TONIGHT」以来のTUBEの春畑道哉。
10. 愛が見えない
  - 1995年発売　15thシングル。最高位2位。作曲はPAMELAHの小澤正澄。
11. マイ フレンド
  - 1996年発売　17thシングル。最高位1位。
12. 心を開いて
  - 1996年発売　18thシングル。最高位1位。
13. 永遠 (Intro Piano Version)
  - 1997年発売　22ndシングル。最高位1位。イントロがピアノで始まるバージョン。1番のBメロからシングルと同じくステレオ版のミックスへ変化し、ピアノは1番が終わるまでそのまま鳴り続けている。
14. 運命のルーレット廻して (Re-mix Version)
  - 1998年発売　25thシングル。最高位1位。8thアルバム『永遠』に収録されているバージョンと同じく最後がフェードアウトしないバージョンだが、2番Bメロに今までなかったドラム音が追加されているなど、若干のリテイクが施されている。そのため、アルバム収録時にはなかった（Re-mix Version）の表記が追加されている。最後の坂井自身による英語のセリフの部分は、Re-mix Versionでは明瞭に聞き取れるミックスになっており、アルバムの発売日を過ぎて以降に放送されたTVスポットには、このセリフの部分の音源が使用されている。

## 初の単独ライブ
- このアルバムに同封されたハガキを郵送した人から抽選で600人にZARDの単独ライブを招待する企画が行われた。当時、ZARDはメディア露出を制限していたため、ライブに対する価値が高まり、応募は100万通にものぼり、倍率は5000倍にものぼった[3]。
- ライブは、1999年8月31日に旅客船の「ぱしふぃっくびいなす」で行われた。翌日のテレビ朝日「スーパーモーニング」では、ライブ当日の密着を行い、特集で取り上げれられ、「世界はきっと未来の中」のライブ映像を放送した。直後の「NO.」や「CD NEWS」などでも同様に放送された。